# Grua (màquina)

Parts d'una grua mecànica.

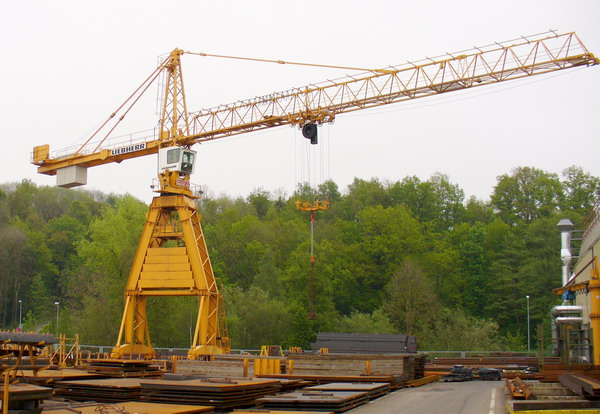
Grua portal giratori al dipòsit de la fàbrica de grues Liebherr

Una grua (<- francès grue <- néerlandès crane, 'grua [màquina]' o 'grua [aucell]') és una màquina per a l'elevació de càrregues en l'espai suspeses d'un ganxo o cullera. En general són enginys que disposen de politges acanalades, contrapesos, mecanismes simples, etc. per crear avantatge mecànic i aconseguir moure grans càrregues. Existeixen molts tipus de grues, adaptades a propòsits específics: ponts grua usats als tallers, grues torres usades per a la construcció, les grues flotants, grues portals…

## Història de les grues
Les primeres grues van ser inventades en l'antiga Grècia, accionades per homes o animals, s'utilitzaven principalment per a la construcció d'edificis alts. Posteriorment, es van desenvolupar grues més grans que utilitzaven corrioles per a permetre l'elevació de grans pesos. A l'alta edat mitjana van ser utilitzades en els ports i drassanes per a l'estiba i construcció dels vaixells. Algunes d'elles van ser construïdes ancorades a torres de pedra per donar estabilitat addicional. Les primeres grues es van construir de fusta, però des de l'arribada de la revolució industrial els materials més utilitzats són el ferro colat i l'acer. La primera grua accionada per una màquina de vapor data del segle xviii. Les grues modernes utilitzen motors de combustió interna, elèctrics o hidràulics, encara que les grues manuals encara s'utilitzen en els petits treballs o on és poc rendible disposar d'energia.
Al llarg de la història s'han emprat diferents tipus de corda, des de les primeres cordes de fibres de cànem, als posteriors cables de fibres d'acer, i als actuals cables de fibra d'alta resistència, més lleugers i durables, i més fàcils d'usar pels tècnics de manteniment.

### L'era antiga
Les pedres usades en construcció a l'antic Egipte requerien peces aixecades amb rampes. Els primers vestigis de l'ús de grues apareixen a l'antiga Grècia al 515 aC, consistents en marques de pinces de ferro en els blocs de pedra que formen els temples, amb propòsit d'aixecar-los, doncs són realitzades en el centre de gravetat o en parells equidistants d'un punt sobre el centre de gravetat dels blocs, que van permetre aixecar blocs de pedra de 20 tones. La pràctica d'erigir grans columnes monolítiques va ser pràcticament abandonada per a usar diversos discos i conformar la columna.

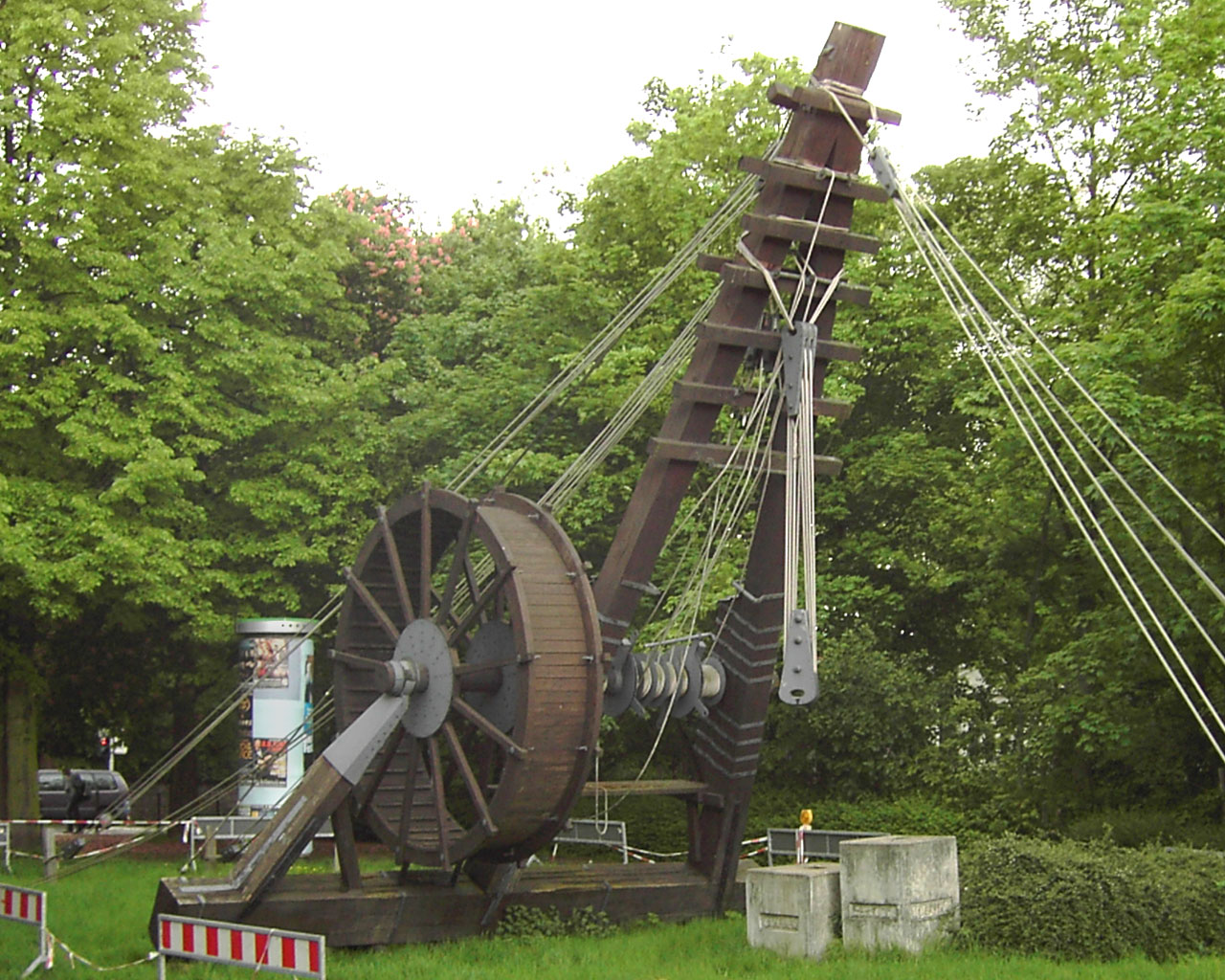
Reconstrucció d'un alt Polyspastos romà de 10,4 m a Bonn, Alemanya.

En vaixells de càrrega grecs i romans l'arbre de trinquet es muntava amb una gran inclinació cap a proa. Aquest fet i una frase de Marc Vitruvi Pol·lió permet considerar l'artemon com un puntal de càrrega.
L'apogeu de la grua en èpoques antigues va arribar durant l'Imperi Romà, quan es va incrementar el treball de construcció en edificis que van aconseguir dimensions enormes. Els romans van adoptar la grua grega i la van desenvolupar.
La grua romana més simple, el trispastos, va consistir en una forca d'una sola biga, un torn, una corda, i un bloc que contenia tres politges. Tenint així un avantatge mecànic de 3:1. Tipus més pesats de grua oferir cinc politges (pentaspastos) o, en el cas més gran, un sistema de tres per cinc politges (polyspastos) amb dos, tres o quatre pals, depenent de la càrrega màxima. El polyspastos, quan era operat per quatre homes en ambdós costats del torn, podria aixecar fins a 3000 kg (3 cordes x 5 politges x 4 homes x 50 quilograms = 3000 kg). En cas que el torn fos substituït per un acoblament, la càrrega màxima fins i tot va doblar a 6000 kg amb només la meitat de l'equip, ja que l'acoblament té un avantatge mecànic molt més gran a causa del seu diàmetre més gran. Això va significar que, pel que fa a la construcció de les piràmides egípcies, on eren necessaris prop de 50 homes per moure un bloc de pedra de 2,5 tones per sobre de la rampa (50 kg. per persona), la capacitat d'elevació del polyspastos romà va demostrar ser 60 vegades més alta (3000 kg. per persona).

Trispastos.
Pentaspastos.

No obstant això, els edificis romans ofereixen nombrosos blocs de pedra molt més pesats que aquests. Dirigits pel Polyspastos indiquen que la capacitat d'elevació total dels Romans anava molt més enllà que la de qualsevol grua sola.
S'assumeix que els enginyers romans van aconseguir l'elevació de pesos extraordinaris per dos mitjans: primer, segons el suggerit per Heró, una torre d'elevació va ser instal·lada, quatre pals van ser arreglats en la forma de quadrilàter amb els costats paral·lels, no gaire diferent a una torre, però amb la columna al mig de l'estructura. En segon lloc, una multiplicitat de cabrestants va ser situada a la terra al voltant de la torre, per a, encara que té un quocient d'una palanca més baixa que els acoblaments, els cabrestants es podrien instal·lar en nombres i funcionament més alts per a més homes (i per als animals). Aquest ús de cabrestants múltiples també va ser descrit per Ammianus Marcellinus (1915.04.17) pel que fa a l'elevació de l'Obelisc de Laterà al Circ Màxim (ANUNCI ca. 357). La capacitat d'elevació màxima d'un sol cabrestant es pot establir pel nombre de forats del ferro del monòlit. L'elevació d'aquests pesos pesants en un acció concertada va requerir una gran quantitat de coordinació entre els grups de treball que aplicaven la força als cabrestants.

### Grues medievals

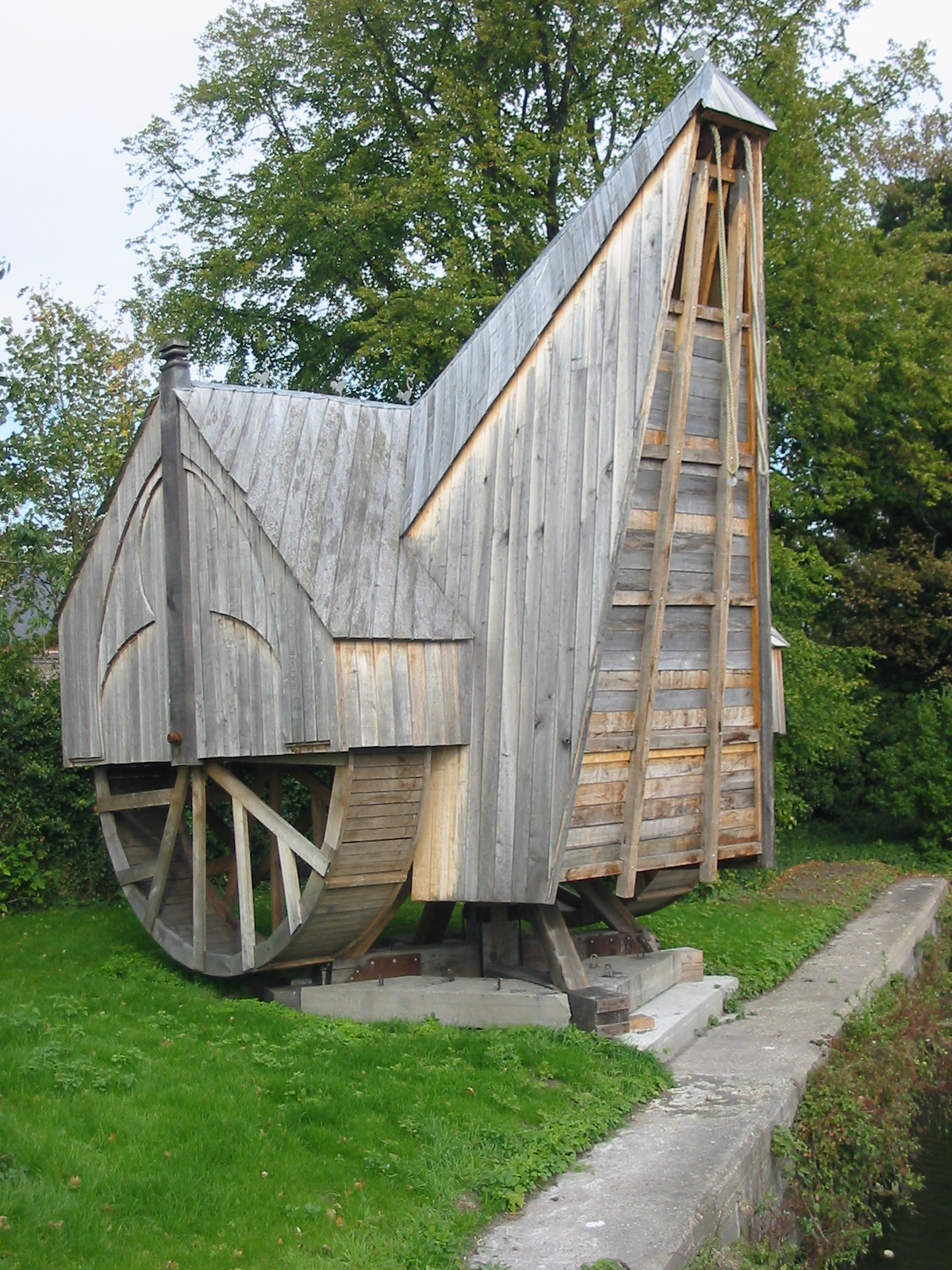
Reconstrucció moderna de la grua medieval de pòrtic al port de Bruges.

La grua d'acoblaments va ser reintroduïda en una escala gran després que la tecnologia hagués caigut en desús a Europa occidental amb la mort de l'imperi romà occidental. La referència més propera a un acoblament reapareix en la literatura arxivada a França prop del 1225, seguit per una pintura il·luminada en un manuscrit probablement també d'origen francès amb data de 1240. En la navegació, les aplicacions més properes de les grues de port es documenten a Utrecht el 1244, Anvers el 1263, Bruges el 1288 i Hamburg el 1291, mentre que a Anglaterra l'acoblament no es registra abans de 1331.
Generalment, el transport vertical era més segur i més barat fet per les grues que per altres mètodes comuns per a l'època. Les àrees de ports, mines, i, particularment, els edifici on la grua d'acoblaments exercir un paper important en la construcció de les catedrals gòtiques altes. No obstant això, les fonts arxivades i il·lustrades del temps suggereixen que les màquines van ser novament introduïdes com acoblaments o carretons, de manera que no substituïssin totalment els mètodes més dependents de treball com escales, cubells i baiard. Una cosa que és important esmentar és que la maquinària vella i nova continuar coexistint en els emplaçaments de les obres medievals i en els ports.

## Aplicacions i tipus de grues

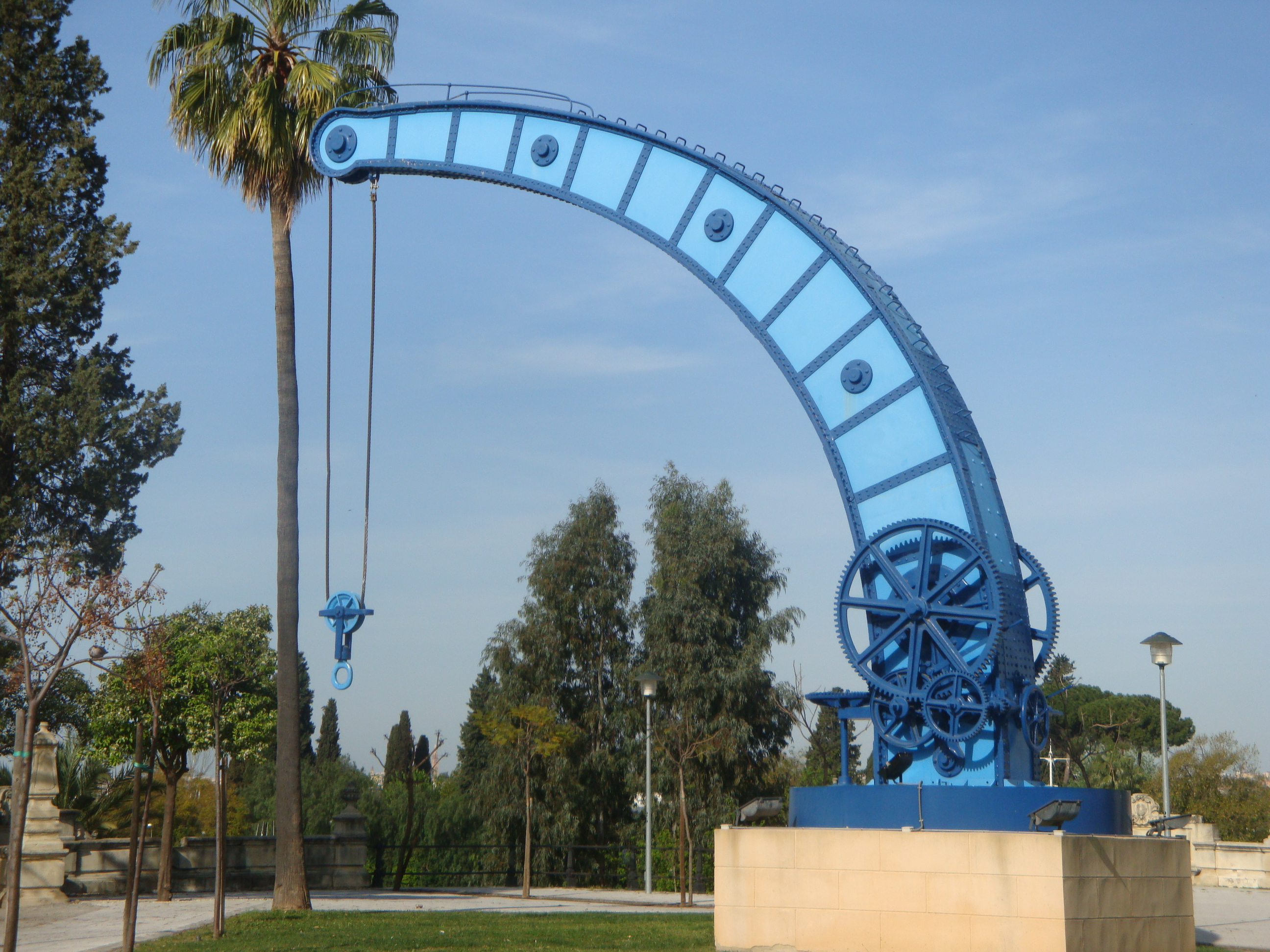
Grua Fairbairn. (1875) Manchester. Ubicada al port de Sevilla

Hi ha una gran varietat de grues, dissenyades d'acord amb l'acció que han de desenvolupar. Tot i aquesta la gran varietat de dissenys, totes les grues estan formades per les següents parts: Cos, és l'estructura de la grua i alhora consta de tres parts: base, braç o ploma i torn de tracció, cable d'elevació i ganxo grua
Segons la naturalesa de l'elevació, les grues poden ser mòbils, grua torre o grues de màstil. Segons l'estructura que la conforma, la grua es divideix principalment en equips d'elevació lleugers i petits, de tipus de pont (grua de pont i grua de pòrtic), camió grua, grua torre, de tipus ferroviari, flotants, i grua de tipus de màstil.

### Mòbils
- Grues de pòrtic portàtil
- Grues de taller, accionades per motor hidràulic,[10] o cabrestant.
- Autogrues, de grans dimensions i situades convenientment sobre vehicles especials.

Poden ser dels següents tipus:
Sobre cadenes o erugues.
Sobre rodes o camió.

### Fixes
Canvien la mobilitat que dona la grua mòbil amb la capacitat per suportar grans càrregues i aconseguir majors altures incrementant l'estabilitat. Aquest tipus es caracteritza per quedar ancorades a terra (o almenys la seva estructura principal) durant el període d'ús. Malgrat això algunes podens ser ensamblades i desensamblades en el lloc de treball.
- Grues pòrtic o grues pont, emprades en la construcció naval i en els pavellons industrials.
- Grua Derrick
- Ploma, habitualment situats a la zona de càrrega dels camions.
- Grues forquilla

| Tipus de grua               | Descripció | Imatge                |
| --------------------------- | --- | --------------------- |
| Grua torre                  | La grua torre és una grua moderna de balanç. Aquesta queda unida a terra (o alguna estructura annexa). A causa de l'abast i de l'alçada que poden desenvolupar s'utilitzen molt en la construcció d'estructures altes. La biga horitzontal de gelosia se l'anomena ploma i el pilar vertical s'anomena torre. Al final de la torre hi ha la corona on gira la ploma. La ploma té contrapesos en un extrem per generar el balanç i també va carregada en el fonament per aconseguir el moment d'encastament necessari per a funcionar. Existeixen controladors de parells de força, de distància, etc. que eviten sotmetre la grua a tensions superiors a les que pot suportar i també permeten ajustar el moviment amb la força necessària. Per al guiat de la grua es poden usar senyalistes o comunicació per ràdio. El control es pot realitzar des de sòl o des d'una cabina situada a la punta de la torre. El gruista ha de ser una persona qualificada i responsable perquè el mal ús de la grua pot comportar accidents molt seriosos. El muntatge de la grua sol fer-se amb una grua mòbil. | Grua torre            |
| Grua auto-desplegable       | Són grues que tenen la capacitat de ser muntades i desmuntades sense requerir cap altra grua. Són ràpides i més cares que les grues torre i sovint el seu abast és més limitat. | Grua auto-desplegable |
| Grua telescòpica            | Una grua telescòpica consisteix en molts tubs que es troben uns dins d'altres. Un sistema hidràulic o un altre mecanisme s'estén o retreu el sistema fins a la longitud desitjada. Aquests tipus de sistemes són usats en operacions de rescat, en vaixells... El sistema compacte fa que la grua telescòpica s'adapti fàcilment a aplicacions mòbils. No totes les grues telescòpiques són fixes, també n'hi ha de mòbils. | Grua telescòpica      |
| Grua Luffing o Transtainers | És una grua molt utilitzada en ports per al transport i l'estiba de contenidors. | Grua Luffing          |
| Ponts grues                 | Poden tenir una llum al voltant dels 40 metres i es fan servir per desplaçaments al llarg de tota la superfície d'una nau industrial. |                       |

## RCMS / Sistemes de Control de Grues per Ràdio
S'utilitzen els RCMS quan hi ha diversos ponts grues. Per exemple, en una nau industrial.
El programari que porten les grues ofereix les funcions més importants d'un sistema SCADA, que serveix per a supervisar i el seu principal objectiu és prendre mesures per tal de realitzar les corresponents correccions en el moviment.
• Es poden fer servir altres dispositius de control diferents dels ordinadors, els HMI (Human Machine Interface). Per exemple, el comandament de la grua per ràdio, que permet a l'operari canviar el lloc on es troba per tenir una millor visió i més llibertat de moviment i, consegüentment, un millor control sobre tot el camp de treball, això fa estalviar temps i augmenta la seguretat. També són aptes pel funcionament multi-usuari amb accés paral·lel a grues diferents.
• Totes les dades de control de diferents grues, en especial les incidències, van a parar a un ordinador que les aglutina formata i emmagatzema en bases de dades. Aquestes dades poden ser observades pels enginyers i/o encarregats des del seu lloc de treball per treure'n conclusions.
• Es poden fer servir RCMS amb connexió en xarxa per observar i dirigir diverses màquines via Internet o intranet.

## Observacions
Els operaris de grues estan molt ben remunerats causa de la gran responsabilitat que descansa sobre les seves mans, no només pel perill que comporta elevar pesades càrregues sobre persones i béns, sinó per l'elevat cost de les màquines i càrregues amb les que treballen. Un dels principals problemes d'una grua, a més d'aixecar la gran quantitat de pes, resideix en mantenir l'equilibri. En nombroses ocasions l'únic suport de la grua resideix en la seva base, amb la qual, a través de diversos artefactes, es desplaça el centre de gravetat de la màquina i el pes que sosté. Una grua pot ser hidràulica, la qual cosa facilita el seu ús, ja que és molt pràctica.